# 苹果恐慌
《苹果恐慌》是一款平台游戏，由Ben Serki开发，Brøderbund Software于1981年發行，對應Apple II電腦。遊戲随后被移植到雅達利8位機、康懋達VIC-20和IBM PC上。它是街机游戏《Space Panic》（1980年）的仿制遊戲。玩家扮演一名宇航员，只配备了一把铲子。脚手架由六个通过梯子连接在一起的平台组成，他从脚手架的底部开始每一层。它的目标是通过在平台上挖洞来困住怪物来消灭它们。一旦怪物被困在洞里，玩家必须用铲子敲打怪物的头，怪物才能逃脱。在第一个关卡中，一次击中就足以杀死怪物，但随着游戏的进展，玩家被迫面对更强大的怪物，他只能通过让它们跨越多个平台来杀死它们。受空气储备的限制，玩家完成每个关卡的时间有限，如果完成得更快，则会获得奖励积分。
1982年6月30日，游戏销量超过15,000份 。